# 関西学院大阪インターナショナルスクール
関西学院大阪インターナショナルスクール（かんせいがくいん おおさかインターナショナルスクール、英語: Osaka International School of Kwansei Gakuin, 略称：OIS）は、大阪府箕面市に位置する学校法人関西学院のインターナショナル・スクール。 

## 概要
OISは、幼児部（年中、年長）、小学部（1～５年）、中等部（6～８年）、高等部（9～12年）により構成。OISは、西オーストラリア州立学校協会の認定を受けており、3年間のインターナショナル・バカロレア（IB）プログラム（プライマリ・イヤー・プログラム（PYP）、中期プログラム（MYP）、およびディプロマプログラム（DP）を受講する。
OISは、姉妹校であるSenri International School（SIS）と、海外に住んでいる学生を対象とした7-12学年の日本語カリキュラムで、キャンパス・施設・プログラムを共有しています。一緒に学校は「関西学院の千里と大阪インターナショナルスクール」として、中学生は体育・音楽・芸術のクラスを共にし、英語と日本語の上級生はいずれの学校でも授業を受講出来る。両方の学校の生徒は、運動チーム・ドラマキャスト・合唱団・バンド・オーケストラグループに参加する。 
1991年に設立されたOISは、国際学校協議会（JCIS）、国際学校評議会（CIS）、東アジア地域学校評議会（EARCOS）のメンバー。
2016年現在、千里と大阪の国際学校の学校人口の約33％が帰国者で構成されている。日本で3番目に大きい（英語・ヨーロッパ言語）の国際学校であり、関西地域では最大の学校である。